# Бамбакашат
Бамбакашат (вірм. Բամբակաշատ) — село в марзі Армавір, на заході Вірменії. Село розташоване за 5 км на південний захід від міста Армавір, за 3 км на південь від села Октембер, за 4 км на північний схід від села Нор Армавір, за 2 км на північ від села Джрашен та за 4 км на північний захід від села Айкаван.